# 国道390号

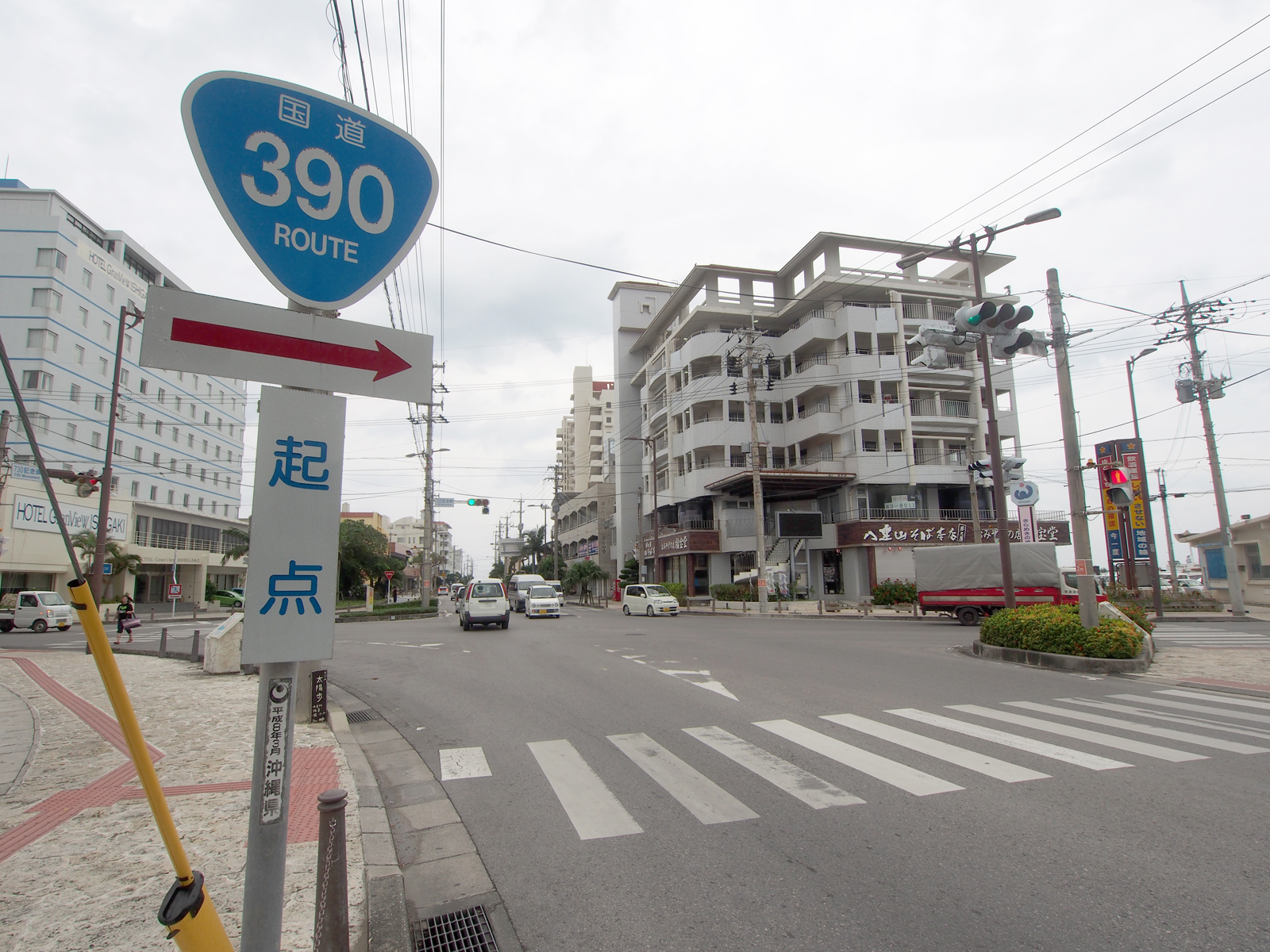
国道390号石垣市内起点（730記念碑交差点）

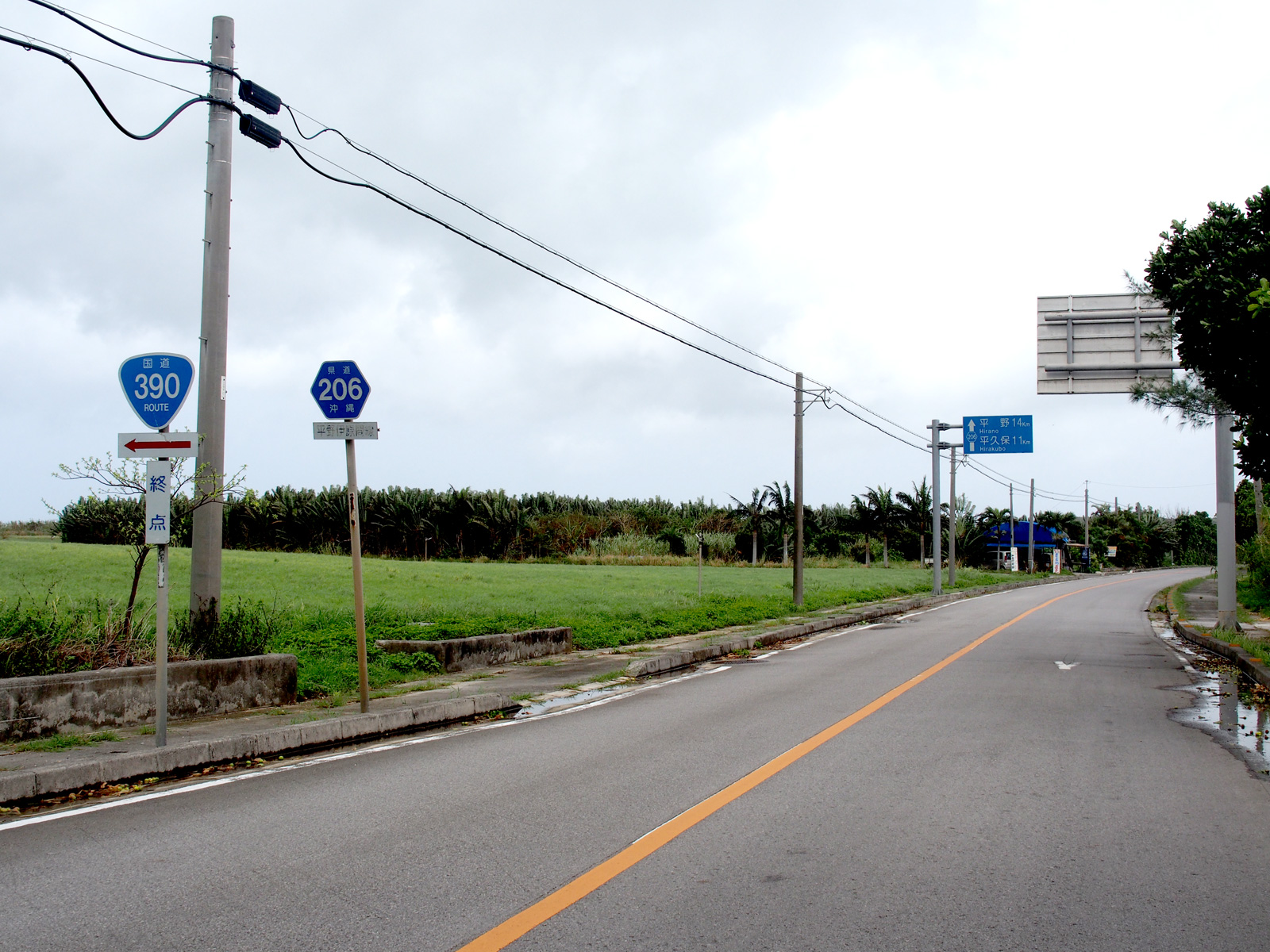
国道390号石垣市内終点

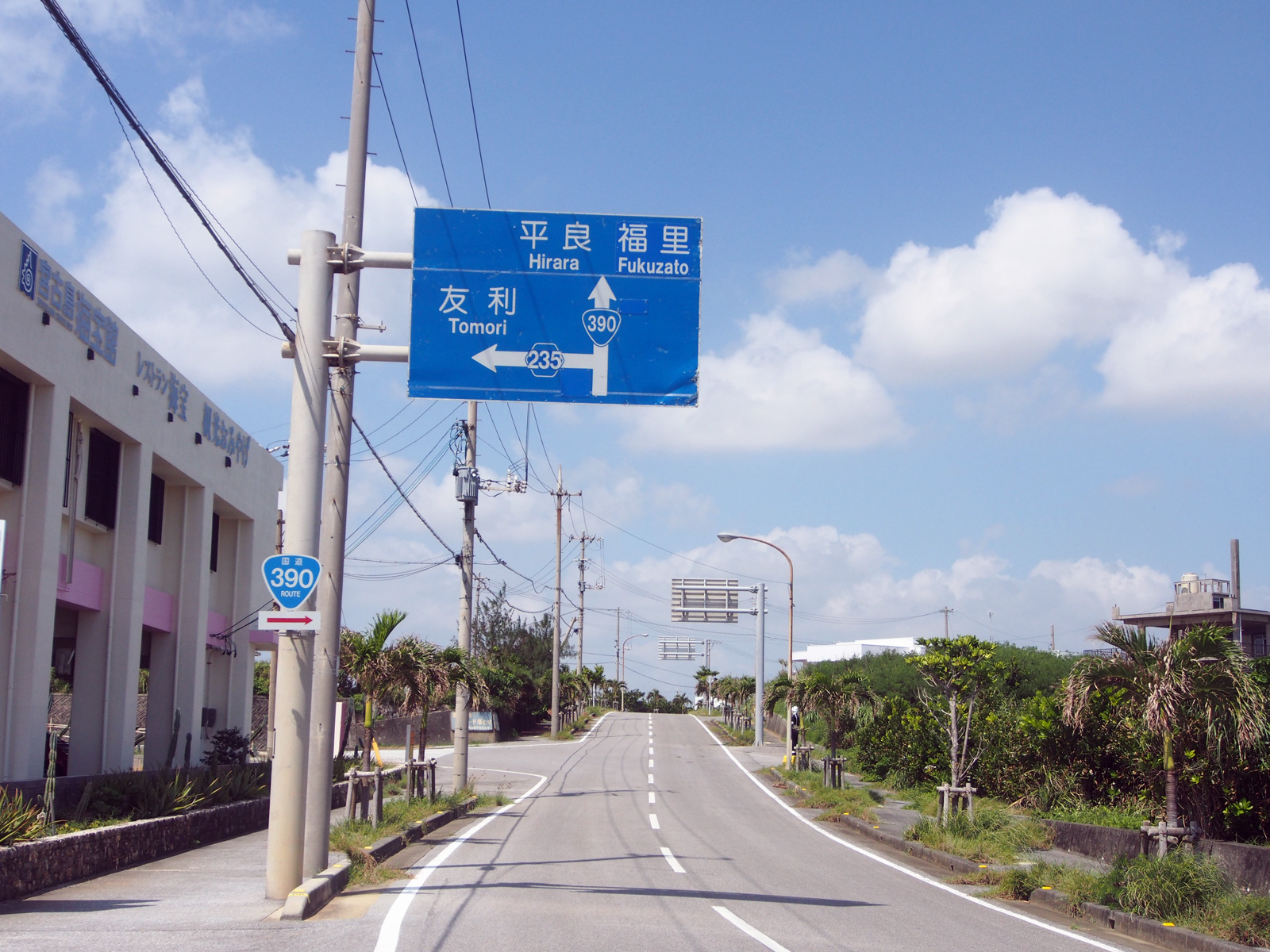
国道390号宮古島市内起点

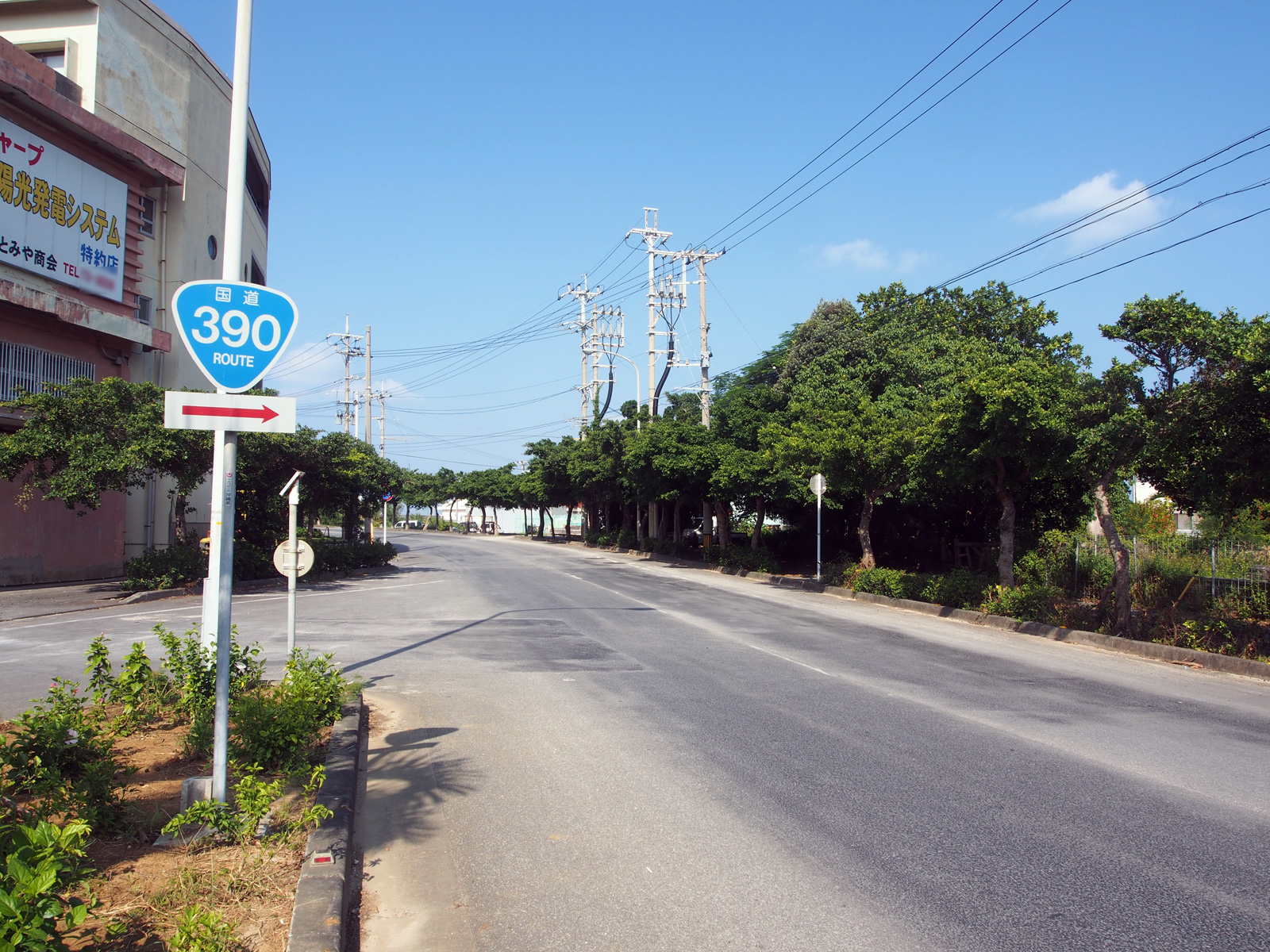
国道390号宮古島市内終点

国道390号（こくどう390ごう）は、沖縄県石垣市から石垣島、宮古島を経由して、那覇市に至る一般国道である。

## 概要
沖縄県内を走る国道で、沖縄本島以外の離島も通る唯一の国道である。また、日本国内の国道として最南端、最西端に位置する。
沖縄県の南西部に位置する先島諸島に属する石垣島と宮古島から海を挟んで沖縄本島の那覇市を結ぶ、延長約552 km、海上を除いた陸上部の実延長約63 kmの一般国道の路線で、区間の大部分が海上にある海上国道でもある。主な通過地は起点の石垣市のほか、宮古島市で、沖縄本島の那覇港から終点・那覇市内の国道58号に接続する。かつては海上区間にフェリーが就航したが、現在はフェリーボートの就航路線がない。
日本の国道最西端に位置し、国道390号起点でもある石垣島の「730記念碑交差点」は、太平洋戦争後のアメリカ占領下にあった沖縄県が、日本本土復帰6年後の1978年（昭和53年）7月30日に、それまで占領下の影響で道路右側通行だったものを左側通行へと一斉変更を実施した日に由来する。

### 路線データ
一般国道の路線を指定する政令に基づく起終点および重要な経過地は次のとおり。
- 起点：石垣市（美崎町、730記念碑交差点）
- 終点：那覇市（東町、旭橋交差点 = 国道58号・国道329号・国道330号・国道507号終点）
- 重要な経過地：沖縄県宮古郡城辺町[注釈 2]、平良市[注釈 2]
- 総延長 : 552.2 km（未供用延長（海上区間）を含む。）[4][注釈 3]
- 重用延長 : なし[4][注釈 3]
- 未供用延長 : 489.0 km[4][注釈 3]
  - 未供用延長のうち海上区間 : 489.0 km[4][注釈 3]
- 実延長 : 63.2 km[4][注釈 3]
  - 現道 : 59.1 km[4][注釈 3]
  - 旧道 : 4.2 km[4][注釈 3]
  - 新道 : なし[4][注釈 3]
- 指定区間：なし[5]

石垣市内
- 起点：石垣市美崎町（石垣港）
- 終点：石垣市字伊原間（沖縄県道79号石垣港伊原間線・沖縄県道206号平野伊原間線終点）
- 実延長：29.6 km（2005年）

宮古島市内
- 起点：宮古島市城辺字保良（沖縄県道83号保良西里線起点）
- 終点：宮古島市平良字西里（平良港 = 沖縄県道243号高野西里線終点）
- 実延長：29.1 km（2004年）

那覇市内
- 起点：那覇市通堂町（那覇ふ頭）
- 終点：那覇市東町（旭橋交差点 = 国道58号・国道329号・国道330号・国道507号終点）
- 実延長：0.6 km

## 歴史
- 1953年（昭和28年） - 以下の区間が琉球政府道に指定される。
  - 政庁那覇港線（那覇市上泉町琉球政庁前（現泉崎・県庁前） - 那覇港、1965年に42号線に改称）
  - 宮古漲水港線（平良市（現宮古島市平良）西里平良港 - 宮古地方庁前、のちに平良漲水港線に改称）
  - 平良与那覇線（平良市（現宮古島市平良）西里 - 下地町（現宮古島市下地）与那覇）
  - 城辺下地線（城辺町（現宮古島市城辺）福里 - 下地町（現宮古島市下地)上地、現在の城辺下地線とは別路線）
  - 平良保良線（平良市（現宮古島市平良）西里 - 保良（現城辺保良））
  - 石垣石垣港線（石垣市石垣港 - 登野城、のちに石垣港線に改称）
  - 石垣平久保線（石垣市登野城 - 大浜町（現石垣市）平久保）
- 1972年（昭和47年）- 本土復帰とともに政府道7路線がそのまま県道となる。県道42号のうち那覇市東町から那覇港の区間が主要地方道那覇港線となる（一般県道42号は県庁前 - 久茂地交差点のみとなる）。
- 1975年（昭和50年）4月1日 - 以下の路線・区間が一般国道390号に昇格。
  - 主要地方道那覇港線
  - 県道平良漲水港線
  - 県道平良与那覇線のうち平良市（現宮古島市平良）西里 - 下地町（現宮古島市下地）上地の区間
  - 県道城辺下地線
  - 県道平良保良線のうち城辺町（現宮古島市城辺）福里 - 保良の区間
  - 県道石垣港線
  - 県道石垣平久保線のうち石垣市登野城 - 伊原間の区間
- 1990年代 - 宮古島の平良バイパス、石垣島の石垣バイパスが開通。[要出典]
- 2003年（平成15年） - 平良バイパス開通により平良市（現宮古島市平良）久貝 - 平良港間の市街を通る旧道部分が沖縄県道243号高野西里線に降格する。[要出典]
- 2009年（平成21年）9月7日 - 新石垣空港建設に伴い、石垣市内の一部区間を付け替えし、供用開始[6][7]。

## 路線状況
国道390号の起点は石垣島の「730記念碑交差点」で、1978年（昭和53年）7月30日に沖縄県の道路の通行方向変更を記念した記念碑が立てられている。ここは、日本の国道網の最西端でもある。起点から、石垣島の南岸と東岸に沿って道路は続いて石垣市字伊原間の沖縄県道79号石垣港伊原間線・沖縄県道206号平野伊原間線交点で突然途切れる。そこから宮古島で再び現れて、宮古島市字平良西里の平良港交差点から島の西・南岸沿いに半周した同市字城辺保良の沖縄県道83号保良西里線接続点で再び途切れる。さらにそこから沖縄本島の那覇市西に所在する那覇埠頭付近に現れて、那覇市内中心部の国道58号交点・旭橋交差点で終わる。

### 海上区間
沖縄本島の那覇港 - 宮古島 - 石垣島間に海上区間が2区間があり、海上区間489 kmは総延長の約9割を占める。この区間には、かつて琉球海運および有村産業による貨客フェリー航路が（陸上区間の両端付近ではなく各島の主要港を結ぶ体で）就航していたが、2008年（平成20年）以降は有村産業の経営破綻による航路廃止および琉球海運も旅客輸送を基本的に廃止したため、乗合の旅客航路はなくなっている。一般的な海上国道は起点・終点の端点が他の一般国道の路線と交わるが、国道390号では起点孤立の端点となっている数少ない路線のひとつでもある。
- 石垣島字伊原間 - 宮古島市城辺城辺字保良
- 宮古島平良字西里 - 那覇市通堂町

### 道路施設

#### 橋梁
- 磯部橋（磯部川、石垣市）
- 宮良橋（宮良川、石垣市）

## 地理
国道最南端の地は、八重山諸島の石垣島の石垣市街地にあり、九州本土から約1,000 km離れた北緯24度20分、東経124度9分の位置にある。国道最西端の地も、ほぼ同じ位置にある。

### 通過する自治体
- 沖縄県
  - 石垣市 - 宮古島市 - 那覇市

### 交差する道路
| 交差する道路                                                                      | 市町村名 | 交差する場所 | 交差する場所           |
| --------------------------------------------------------------------------------- | -------- | ------------ | ---------------------- |
| 国道390号 / バイパス                                                              | 石垣市   | 美崎町       | 730記念碑交差点 / 起点 |
| 沖縄県道79号石垣港伊原間線 沖縄県道87号富野大川線                                 | 石垣市   | 字大川       | 分館前交差点           |
| 国道390号 / バイパス 沖縄県道214号石垣空港線                                      | 石垣市   | 字平得       | 平得交差点             |
| 沖縄県道209号大浜富野線                                                           | 石垣市   | 字大浜       | 磯部交差点             |
| 沖縄県道211号新川白保線 重複区間起点 沖縄県道214号石垣空港線                      | 石垣市   | 字盛山       |                        |
| 沖縄県道211号新川白保線 重複区間終点                                              | 石垣市   | 字白保       |                        |
| 沖縄県道209号大浜富野線                                                           | 石垣市   | 字白保       |                        |
| 沖縄県道79号石垣港伊原間線 沖縄県道206号平野伊原間線                              | 石垣市   | 字伊原間     |                        |
| 海上区間                                                                          |          |              |                        |
| 沖縄県道83号保良西里線                                                            | 宮古島市 | 城辺字保良   |                        |
| 沖縄県道235号保良上地線                                                           | 宮古島市 | 城辺字保良   |                        |
| 沖縄県道199号福里保良線                                                           | 宮古島市 | 城辺字保良   |                        |
| 沖縄県道199号福里保良線                                                           | 宮古島市 | 城辺字新城   |                        |
| 沖縄県道78号平良城辺線                                                            | 宮古島市 | 城辺字福里   | 福里交差点             |
| 沖縄県道198号根間地与那節線                                                       | 宮古島市 | 城辺字西里添 |                        |
| 沖縄県道201号友利線                                                               | 宮古島市 | 城辺字砂川   | 砂川交差点             |
| 沖縄県道190号平良新里線                                                           | 宮古島市 | 上野字新里   | 新里交差点             |
| 沖縄県道202号宮国線                                                               | 宮古島市 | 上野字上野   | 上野交差点             |
| 沖縄県道197号嘉手苅屋原線                                                         | 宮古島市 | 上野字上野   |                        |
| 沖縄県道246号城辺下地線 重複区間起点                                              | 宮古島市 | 下地字洲鎌   |                        |
| 沖縄県道191号与那覇上地線 沖縄県道246号城辺下地線 重複区間終点                    | 宮古島市 | 下地字上地   | 上地交差点             |
| 沖縄県道243号高野西里線 重複区間起点                                              | 宮古島市 | 下地字川満   | 空港南交差点           |
| 沖縄県道243号高野西里線 重複区間終点                                              | 宮古島市 | 平良字下里   | 下里（南）交差点       |
| 沖縄県道192号平良久松港線 重複区間起点 沖縄県道252号平良下地島空港線 重複区間起点 | 宮古島市 | 平良字久貝   | 久貝（北）交差点       |
| 沖縄県道190号平良新里線                                                           | 宮古島市 | 平良字下里   |                        |
| 沖縄県道192号平良久松港線 重複区間終点 沖縄県道252号平良下地島空港線 重複区間終点 | 宮古島市 | 平良字西里   | 平良港交差点           |
| 海上区間                                                                          |          |              |                        |
| 沖縄県道43号線                                                                    | 那覇市   | 西2丁目      | 西交差点               |
| 国道58号 国道329号 国道330号 国道507号                                            | 那覇市   | 東町         | 旭橋交差点 / 終点      |